# 山田幸一
山田 幸一（やまだ こういち、1925年10月30日 - 1992年7月30日）は、建築学者。

## 経歴
1925年、京都市で由緒ある左官屋に生まれた。京都帝国大学工学部建築学科で学び、戦後の1949年に卒業。一級建築士として、鹿島建設に勤務。一方で、京都大学大学院特別研究生として学んだ。
1953年、大阪市立大学講師に就いた。1961年、学位論文『日本壁の歴史的研究』を京都大学に提出して工学博士号を取得。1963年、助教授昇格。1968年、関西大学工学部教授となった。大学では、日本建築史だけでなく、一般構造学、建築設計製図の講義や演習なども担当。また関西大学が企画した日印共同「伝祇園精舎発掘プロジェクト」にも参加した。
1992年、京都市内で死去した。

## 著作
著書
- 『左官工事 材料と施工法』工業調査会 1971
- 『壁 ものと人間の文化史』法政大学出版局 1981
- 『日本壁 技術と意匠』学芸出版社 建築技術選書 1983
- 『日本壁のはなし 物語ものの建築史』鹿島出版会 1985
- 『図解日本建築の構成 構法と造形のしくみ』彰国社 1986
- 『閃光・轟音・純白の巨柱動員学徒の見た広島原爆』私家版 1991[5]

共著編
- 『図学精義』宮崎興二共著 工業調査会 1972
- 『日本の壁』編著 井上博道写真 駸々堂出版 1982

翻訳
- N.デヴィー『建築材料の歴史』工業調査会 1969

論文
- Cinii

## 参考
- 「山田幸一先生を偲んで」『建築史学』21, 建築史学会, 1993年, 106-108頁.pdf

## 注
1. ↑  『人物物故大年表』
2. ↑  「山田幸一先生を偲んで」
3. ↑  CiNii(学位論文)
4. ↑  『現代日本人名録』1987年
5. ↑  終戦直前に体験した広島での悲劇を書き綴っている。